# Ganbare Goemon (Medal Game)
Ganbare Goemon (がんばれゴエモン?) es un videojuego para arcade de tipo medal game. Fue lanzado, desarrollado y publicado por Konami en 1997, es parte de la serie, Ganbare Goemon, en este juego representa a los personajes como Goemon, Yae, Sasuke, Ebisumaru e incluso los Huevo-Secuaces Tsujigiri de Ganbare Goemon Kirakira Dōchū: Boku ga Dancer ni Natta Wake.